# Dattu
Dattu (en népalais : दत्तु) est un comité de développement villageois du Népal situé dans le district de Darchula. Au recensement de 2011, il comptait 2 186 habitants.